# Highway Call
Highway Call es el primer álbum de estudio del músico estadounidense Richard Betts de the Allman Brothers Band. Fue publicado en agosto de 1974 a través del sello discográfico Capricorn Records.

## Grabación y contenido
Highway Call se grabó y mezcló en Capricorn Studios, en Macon, Georgia. Betts coprodujo el álbum junto con el colaborador frecuente de la banda, Johnny Sandlin. Una vez completas las sesiones de grabación, George Marino masterizó el álbum en Sterling Sound, un estudio ubicado en Nueva York. Highway Call contenía seis canciones. Cinco de las canciones fueron escritas por el propio Betts. El álbum también incluye «Kissimmee Kid», tema compuesto por Vassar Clements, quien tocó el violín tradicional en las últimas tres canciones de Highway Call.

## Recepción de la crítica
Un escritor no especificado de Billboard declaró: “Cuando Richard Betts, guitarrista y vocalista principal de The Allman Bros. Band anunció un proyecto en solitario, la mayoría de la gente probablemente esperaba una extensión de The Allmans. Bueno, Betts ha sorprendido a mucha gente con esta mezcla de buen gusto entre country, blues e incluso toques de jazz. Su guitarra es tan evidente como siempre, pero ciertamente no dominante, y su excelente voz principal sirve casi como respaldo en lugar de al frente de los cortes”. Un escritor no especificado de la revista Cash Box escribió: “El LP es una obra maestra tanto en composición como en técnica, con los riffs deslizantes patentados de Betts que se escuchan fuertes y dulces”. Un escritor no especificado de Record World le otorgó el certificado de “Hit of the Week”, y elogió “los ágiles talentos de Betts [que] están embellecidos por la fluida producción de Johnny Sandlin y el fino violín de Vassar Clements”.

## Lista de canciones
Todas las canciones escritas y compuestas por Richard Betts, excepto «Kissimmee Kid», compuesta por Vassar Clements.
Lado uno
1. «Long Time Gone» – 4:26
2. «Rain» – 3:40
3. «Highway Call» – 4:26
4. «Let Nature Sing» – 5:02

Lado dos
1. «Hand Picked» – 14:16
2. «Kissimmee Kid» – 3:12

## Créditos y personal
Créditos adaptados desde las notas de álbum de Highway Call.
Músicos
- Richard Betts – voces, dobro en «Long Time Gone», guitarra líder en «Long Time Gone», «Rain», «Hand Picked» y «Kissimmee Kid», guitarra acústica en «Rain», «Highway Call» y «Let Nature Sing», guitarra eléctrica en «Highway Call»
- Chuck Leavell – piano en todas las canciones
- David Walshaw – batería en todas las canciones, percusión en «Long Time Gone» y «Rain»
- John Hughey – steel guitar en todas las canciones excepto «Kissimmee Kid»
- Johnny Sandlin – bajo eléctrico en todas las canciones excepto «Highway Call», «Hand Picked» y «Kissimmee Kid», percusión en «Long Time Gone» y «Rain», guitarra acústica en «Kissimmee Kid»
- The Rambos – coros en «Long Time Gone», «Rain», «Highway Call» y «Let Nature Sing»
- Tommy Talton – guitarra acústica en «Long Time Gone» y «Highway Call»
- Stray Straton – bajo eléctrico en «Highway Call», «Hand Picked» y «Kissimmee Kid»
- Walter Poindexter – banjo en «Let Nature Sing»
- Frank Poindexter – dobro en «Let Nature Sing»
- Oscar Underwood – mandolina en «Let Nature Sing»
- Leon Poindexter – guitarra acústica en «Let Nature Sing»
- Vassar Clements – violín tradicional en «Let Nature Sing», «Hand Picked» y «Kissimmee Kid»

Personal técnico
- Johnny Sandlin – productor, mezclas
- Richard Betts – productor
- Sam Whiteside – ingeniero de audio, mezclas
- Carolyn Harris – técnica de cinta, asistente en mezclas
- George Marino – masterización
- Sydney Smith – fotografía de The Poindexters
- William Matthews – ilustración, diseño, fotografía

## Posicionamiento
| Gráfica (1974)                            | Pico de posición |
| ----------------------------------------- | ---------------- |
| Estados Unidos (Billboard Top LPs & Tape) | 19               |